# Podensac
Podensac is een gemeente in het Franse departement Gironde (regio Nouvelle-Aquitaine). De plaats maakt deel uit van het arrondissement Langon. Podensac telde op 1 januari 2022 3.300 inwoners.

## Geografie
De oppervlakte van Podensac bedroeg op 1 januari 2022 8,34 vierkante kilometer; de bevolkingsdichtheid was toen 395,7 inwoners per km².

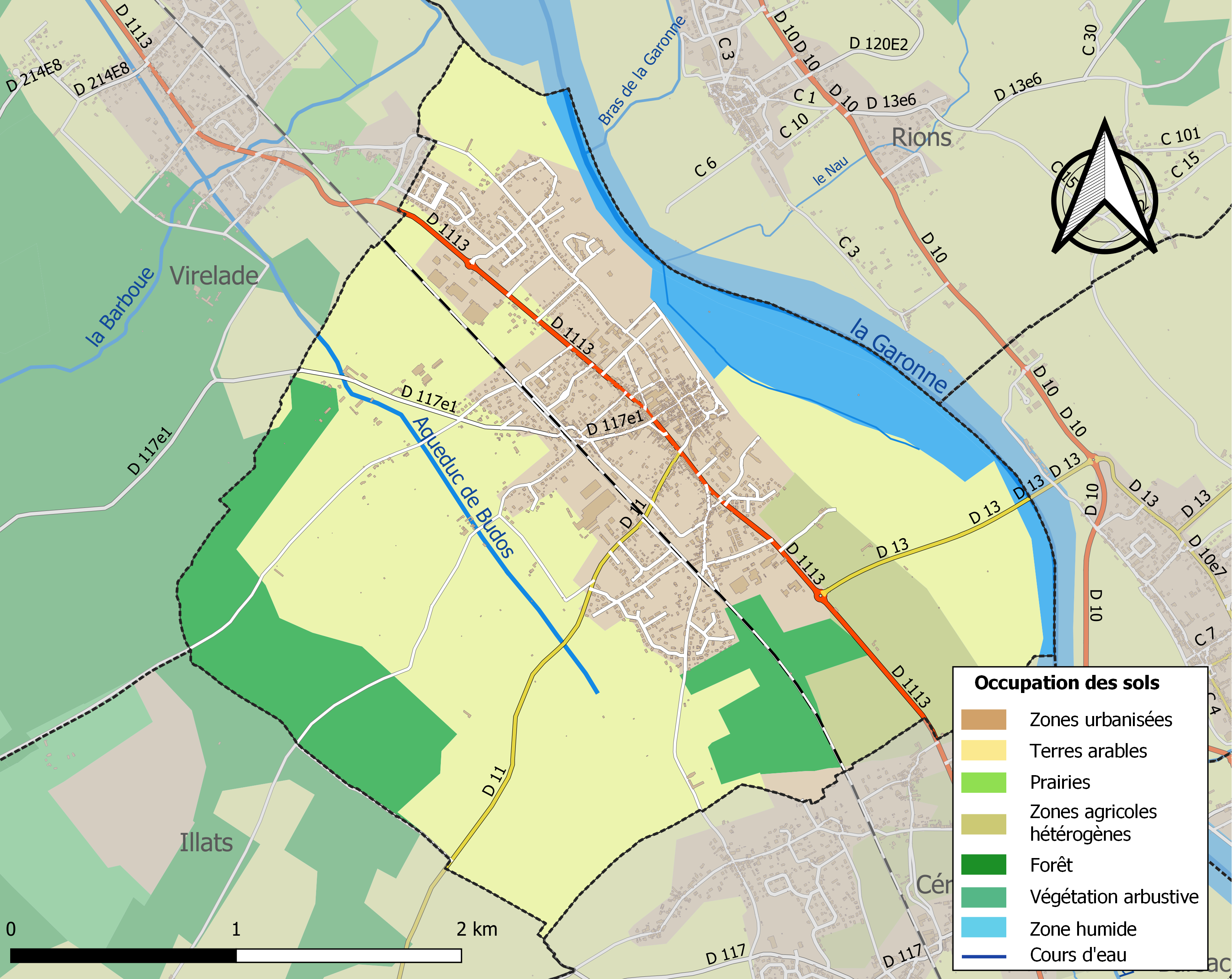
Kaart van de gemeente met belangrijkste infrastructuur, bodemgebruik en omliggende gemeenten

## Verkeer en vervoer
In de gemeente ligt de spoorweghalte Podensac.

## Demografie
Onderstaande figuur toont het verloop van het inwonertal (bron: INSEE-tellingen).

## Geboren
- Guy-Louis Combes (1757-1818), Frans architect

## Afbeeldingen

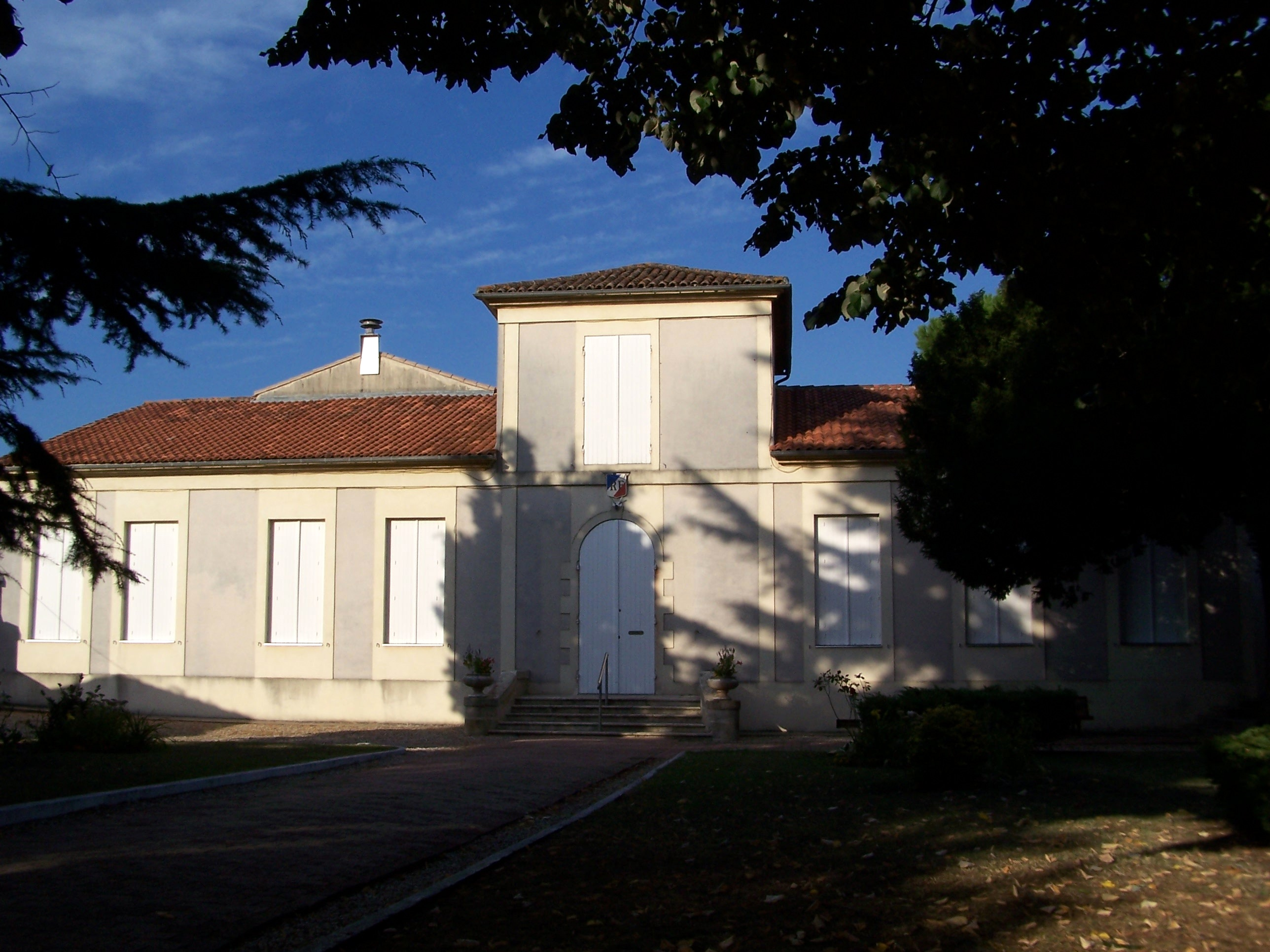
Gemeentehuis
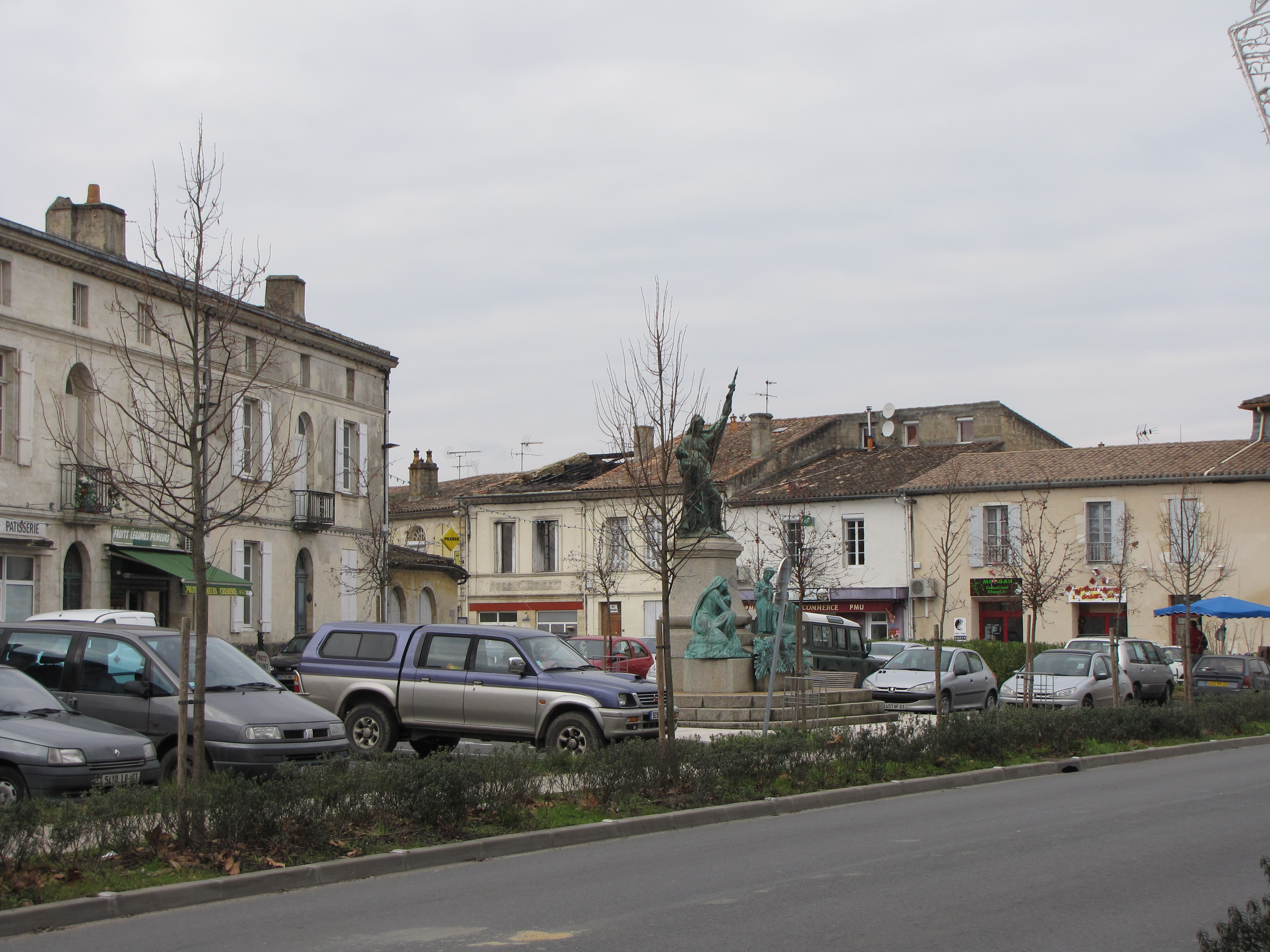
Place Gambetta
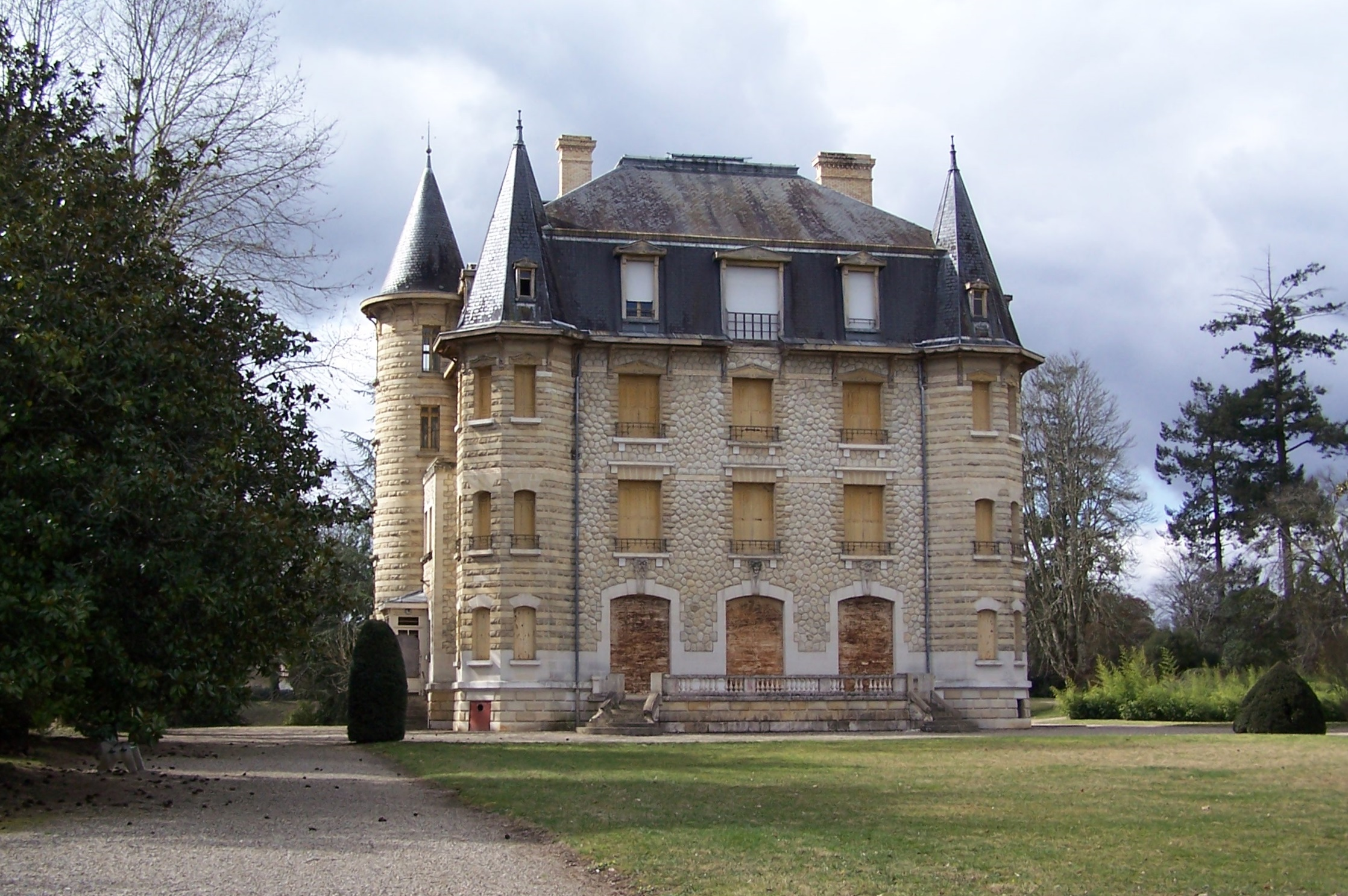
Château Chavat
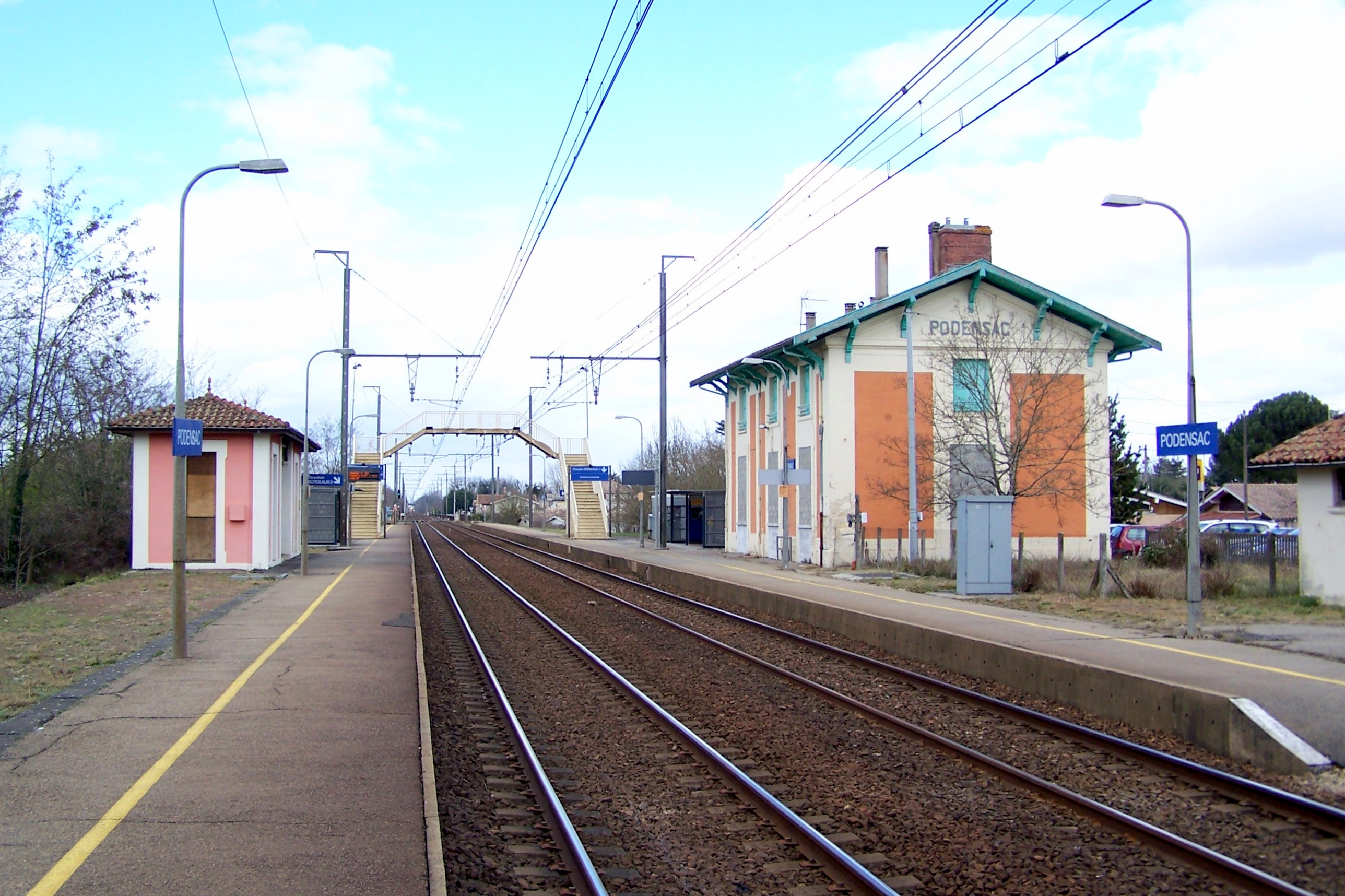
Station